# Elimaea
Elimaea (лат.) — обширный род прямокрылых из трибы Elimaeini подсемейства Phaneropterinae семейства настоящих кузнечиков.

## Описание
Стройные кузнечики. Голова с отвесным лбом, с тонкими и гибкими усиками. Вершина темени узкая, сверху с тонкой продольной бороздкой. Переднеспинка в 1,7—2,3 раза короче переднего бедра. 
Надкрылья хорошо развиты, с резко выделяющимися продольными и поперечными жилками, довольно узкие, с почти параллельными сторонами и прямым задним краем. Крылья выступают из-под надкрылий у обоих полов. Церки длинные, изогнутые, заострённые на вершине. 
Передние тазики с шипиком или без него. Передние бедра сверху S-образно изогнутые или почти прямые; все бедра снизу зазубренные или с шипиками. 
Генитальная пластинка самцов длинная, узкая, на вершине глубоко расщеплённая; генитальная пластинка самок не широко треугольная, на вершине с выемкой. Яйцеклад короткий, плоский, с дуговидным нижним краем; верхний край его в основной трети резко загнут вверх под тупым углом, далее почти до самой вершины прямой. Гениталии самцов без адеагусов, состоят только из мембран.

## Распространение
Ареал рода охватывает Южную, Восточную, Юго-Восточную Азию. 1 вид достигает Дальнего Востока, включая юг Приморского края.

## Классификация
Известно более 160 видов, включая следующие:
Подрод Bornelimaea Gorochov, 2009
- Elimaea sympatrica Gorochov, 2009

Подрод Elimaea Stål, 1874
- Elimaea annamensis Hebard, 1922
- Elimaea chloris (Haan, 1843)typus
- Elimaea fallax Bey-Bienko, 1951 — Пластинокрыл обманчивый
- Elimaea paranautica Liu, 2011
- Elimaea punctifera (Walker, 1869)
- Elimaea subcarinata (Stål, 1861)
- Elimaea thaii Ingrisch, 1998

Подрод Neoelimaea Gorochov, 2013
- Elimaea melanocantha (Walker, 1869)
- Elimaea nigrosignata Bolívar, 1900

Подрод Poaefoliana Ingrisch, 2011
- Elimaea  albimaculata Ingrisch, 2011
- Elimaea   upcurva Liu, 2011

Подрод Pseudectadia Gorochov, 2009
- Elimaea grata Gorochov, 2009
- Elimaea  sonora Gorochov, 2009

Подрод Rectielimaea Liu, 2011
- Elimaea   percauda Liu & Liu, 2011

Подрод Rhaebelimaea Karny, 1926
- Elimaea brevifissa Liu & Liu, 2011
- Elimaea  neglecta Karny, 1926
- Elimaea obtusilota Kang & Yang, 1992
- Elimaea quadrispina Liu, 2011
- Elimaea schenklingi Karny, 1915
- Elimaea signata Brunner von Wattenwyl, 1878
- Elimaea  verrucosa Brunner von Wattenwyl, 1878

Подрод Schizelimaea Gorochov, 2009
- Elimaea   caricifolia (Haan, 1843)
- Elimaea  lamellipes Hebard, 1922
- Elimaea schenklingi Karny, 1915
- Elimaea  trusmadi Gorochov, 2009

Подрод Sulawimaea Gorochov, 2009
- Elimaea   inversa (Brunner von Wattenwyl, 1891)
- Elimaea   sulawesi Gorochov, 2009

Некатегоризованные виды
- Elimaea  bidentata Brunner von Wattenwyl, 1878
- Elimaea   furca Gorochov, 2013
- Elimaea  grandis (Matsumura & Shiraki, 1908)
- Elimaea   storozhenkoi Gorochov, 2013
- Elimaea yaeyamensis Ichikawa, 2004